# A229 (Russland)
Die A229 ist eine russische Fernstraße in der Oblast Kaliningrad. Sie führt von Kaliningrad nach Nesterow und weiter bis zur litauischen Grenze. Ihre Fortsetzung auf litauischer Seite bildet die A7 nach Marijampolė. Zur Zeit der Sowjetunion verlief die A229 auf dem Gebiet der Litauischen SSR weiter bis nach Vilnius.
Die A229 ist Teil der Europastraße 28 und der Europastraße 77. Es handelt sich um eine normale Straße außerhalb von Ortschaften, die zwischen Kaliningrad und Kuibyschewskoje zu einer autobahnähnlichen Straße mit einer Geschwindigkeitsbegrenzung auf 110 km/h ausgebaut wurde.
Vor 1945 war der Straßenzug der heutigen A229 ein Teilabschnitt der ehemaligen Reichsstraße 1, die über 1392 Kilometer von Aachen über Berlin und Königsberg (Preußen) (Kaliningrad) bis nach Eydtkuhnen (Tschernyschewskoje) führte.

## Verlauf
0 km  –   Kaliningrad (Königsberg)
6 km  –   Pribreschnoje (Palmburg) (Anschluss: E28)
11 km  –   Rodniki (Arnau)
14 km – Nisowje (Waldau) [alte Trasse]
17 km – Strelzowo (Norgehnen) [neue Trasse]
18 km – Wyssokoje (Pogauen) [alte Trasse]
19 km – Dworki (Rogahnen) [neue Trasse]
20 km – Worobjowo (Groß Hohenrade) [alte Trasse]
21 km – Uschakowo (Heiligenwalde) [neue Trasse]
23 km – Kurgan (Kuxtern) [alte Trasse]
24 km – Cholmy (Adlig Popelken) [neue Trasse]
31 km – Borskoje (Schiewenau) [neue Trasse]
38 km – Gwardeisk (Tapiau) [neue Trasse] (Anschluss: 27A-036 ehemals R512)
44 km – Istrowka (Schaberau)
47 km – Sorino (Poppendorf) (Anschluss: 27A-037, ehemals R514)
51 km – Kuibyschewskoje (Petersdorf)
55 km – Talpaki (Taplacken) (Anschluss: A216, E77)
67 km – Meschduretschje (Norkitten)
71 km – Podgornoje (Wiepeningken, 1928–1946 Staatshausen)
74 km – Saowraschnoje (Schwägerau)
76 km – Bereschkowskoje (Groß Bubainen, 1938–1946 Waldhausen)
81 km – Nowaja Derewnja (Gaitzuhnen)
86 km – Tschernjachowsk (Insterburg) (Anschluss: 27A-009 Richtung Bolschakowo, 27A-037 Richtung Krylowo, ehemals A197)
93 km – Schosseinoje (Szameitkehmen (Schameitkehmen), 1938–1946 Walkenau) (Anschluss: 27A-043, ehemals R517)
98 km – Krasnopoljanskoje (Groß Gaudischkehmen, 1938–1946 Großgauden)
103 km – Lermontowo (Ischdaggen, 1938–1946 Branden)
105 km – Podduby (Kubbeln)
114 km – Gussew (Gumbinnen) (Anschluss: 27A-033, ehemals A198 und 27A-009, ehemals R508)
128 km – Seljonoje (Grünhaus)
136 km – Petrowskoje (Lawischkehmen, 1938–1946 Stadtfelde)
138 km – Nesterow (Stallupönen, 1938–1946 Ebenrode)
140 km – Prigorodnoje (Petrikatschen, 1938–1946 Schützenort)
147 km – Tschernyschewskoje (Eydtkuhnen, 1938–1946 Eydtkau)
148 km –  russisch-litauischer Grenzübergang/A 7, E28 → Kybartai
weiterer Verlauf bis 1991:
150 km – Kybartai
192 km – Marijampolė
235 km – Prienai (Prenen)
253 km – Jieznas
277 km – Aukštadvaris
306 km – Trakai (Traken)
333 km – Vilnius (Wilna)